# Мать

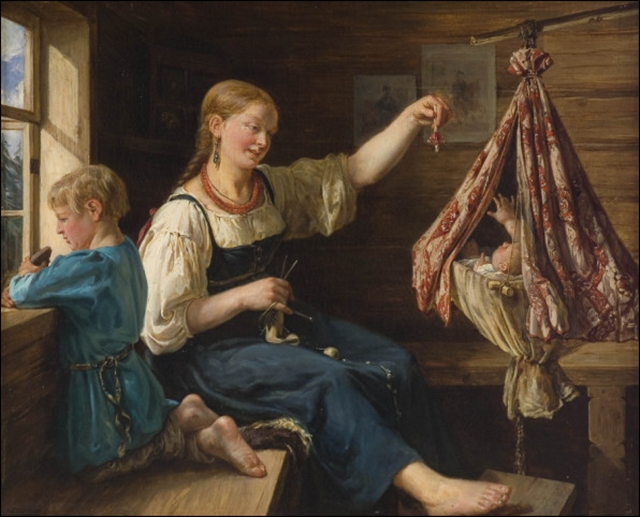
Колыбельная песня

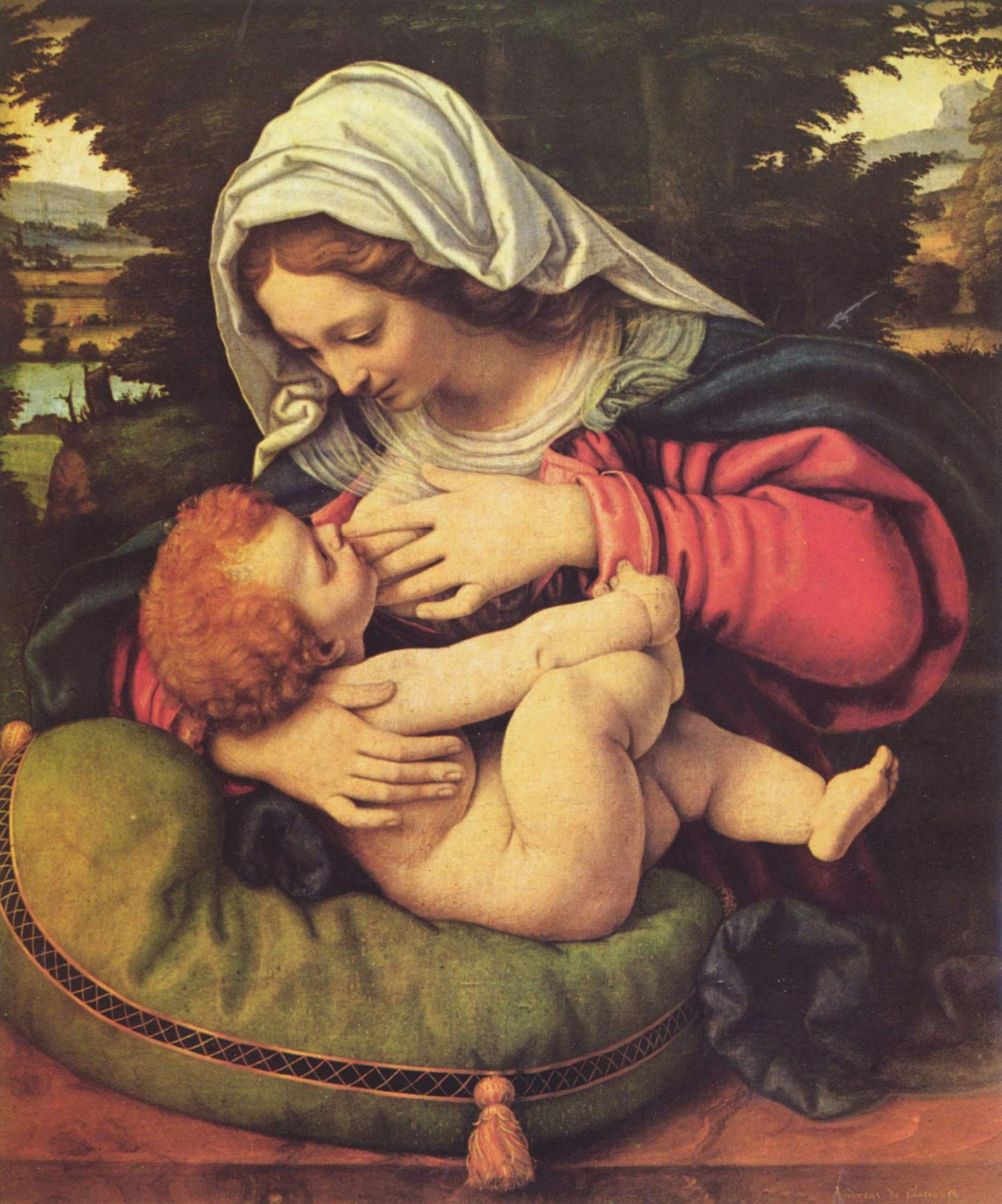
Андреа Соларио
Мадонна с зелёной подушкой (около 1507, Лувр)

Мать (матерь, мама, уменьшительно-ласкательное: мамочка, матушка) — женщина-родитель по отношению к своему ребёнку. Многозначный термин различного восприятия в социальном, культурном или религиозном контексте.

## Биологическая мать

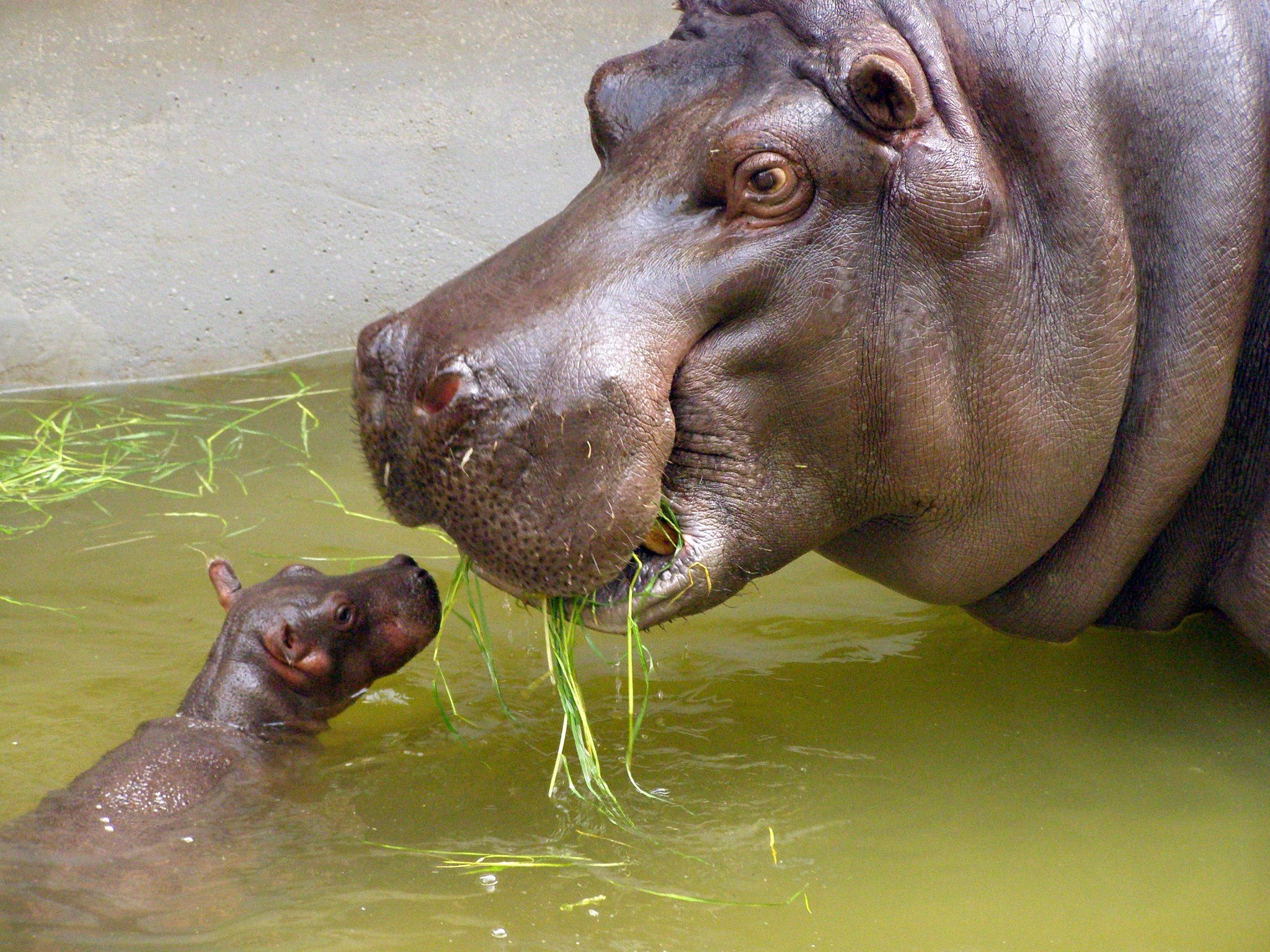
Самка бегемота с новорождённым детёнышем

Биологическая мать — женщина зачавшая, выносившая и родившая ребёнка. С развитием репродуктивной медицины стали возможными суррогатное и генетическое материнство.

### Суррогатное материнство
Суррогатное материнство — технология репродукции человека, при которой женщина добровольно соглашается забеременеть с целью выносить и родить биологически чужого ей ребёнка, который будет затем отдан на воспитание другим лицам — генетическим родителям. Они и будут юридически считаться родителями данного ребёнка, несмотря на то, что его выносила и родила суррогатная мать.

### Генетическое материнство
Генетическая мать — женщина, из яйцеклетки которой развивается ребёнок.

## Небиологические матери

### Социальная
Помимо биологического родителя, матерью также могут называть женщину, выполняющую социальную роль матери, приёмную мать или мачеху.

### Молочная
Молочной матерью или кормилицей называют женщину, вскармливающую чужого ребёнка своей грудью.

### Крёстная
В христианстве крёстная мать — женщина по отношению к тому, чьей восприемницей она была при крещении. Она несёт ответственность за христианское воспитание ребёнка, ручается за веру крещаемого и обязана разделить труды родителей по его воспитанию.

### Приёмная
Мачеха — неродная мать для детей своего супруга, оставшихся у него от предыдущего брака. По отношению к мачехе неродные дети именуются «пасынок» или «падчерица».
В сказках мачеха чаще всего является негативным персонажем.

### Посажёная
Женщина, заменяющая на свадьбе родную мать жениха или невесты.

## Слово «мама»
Последовательности звуков /ma/, /mama/ и им подобных во многих, часто совершенно между собой несвязанных языках соответствуют слову «мать». Например:
- mom, mommy, mum, mummy, ma, mam, mammy, maa, amaa, mata — на английском и родственным ему языкам;
- mor — на шведском;
- māma (妈妈/媽媽) — на китайском;
- máma — на чешском;
- maman — на французском и персидском языках;
- madder —на языке дари;
- մայր [mɑjɹ] — на армянском;
- mamma — на итальянском и исландском;
- mãe — на португальском;
- ema — на эстонском;
- má или же mẹ — на вьетнамском;
- mam — на валлийском;
- ama — на баскском;
- eomma (엄마, IPA: ʌmma) — на корейском;
- matka — на польском, словацком и чешском языках;
- madre — на испанском;
- matrice —на албанском;
- mōdor — на древнеанглийском;
- mathrin — на древнеирландском;
- matr — на санскрите;
- mama — в качестве заимствованного из английского, используется в Японии;
- (metér, μητήρ) mitéra, μητέρα или mána, μάνα — на греческом;
- mwt — на древнеегипетском.

Однако иногда такая последовательность звуков может означать:
- в грузинском «мама» — отец,
- в латинском «мамма» — грудь женщины, кормящей молоком.

В языковедении это понятие называется «мама и папа».

## Материнская любовь
Чаще всего мать испытывает сильную любовь к своим детям. Многие склонны считать, что материнская или родительская любовь — самая сильная на свете. Возникновение материнской любви частично связывают с появлением в крови гормона окситоцина, который оказывает влияние на психоэмоциональную сферу человека. Повышенное выделение окситоцина порождает желание любить. Это желание выражается разными способами в зависимости от присутствия других гормонов — вот почему существуют разные виды любви. Например, в присутствии пролактина, хорошо известного материнского гормона, желание любить направляется на младенцев.
Окситоцин связан с альтруизмом, а пролактин — с материнством. Эндорфины представляют собой «систему наград». Каждый раз, когда млекопитающие приносят пользу своему виду, они получают награду — выделяются эти вещества, вызывающие эйфорию. В родах уровень эндорфинов повышается не только у матери, но и у плода, так что в мгновения сразу после рождения и мать, и ребёнок находятся под воздействием опиатов (морфиноподобных веществ). Эти гормоны поддерживают зависимость, которая гарантирует сильную взаимную привязанность матери и младенца. Если не установилась любовная связь матери и младенца — значит не хватает нужных гормонов.

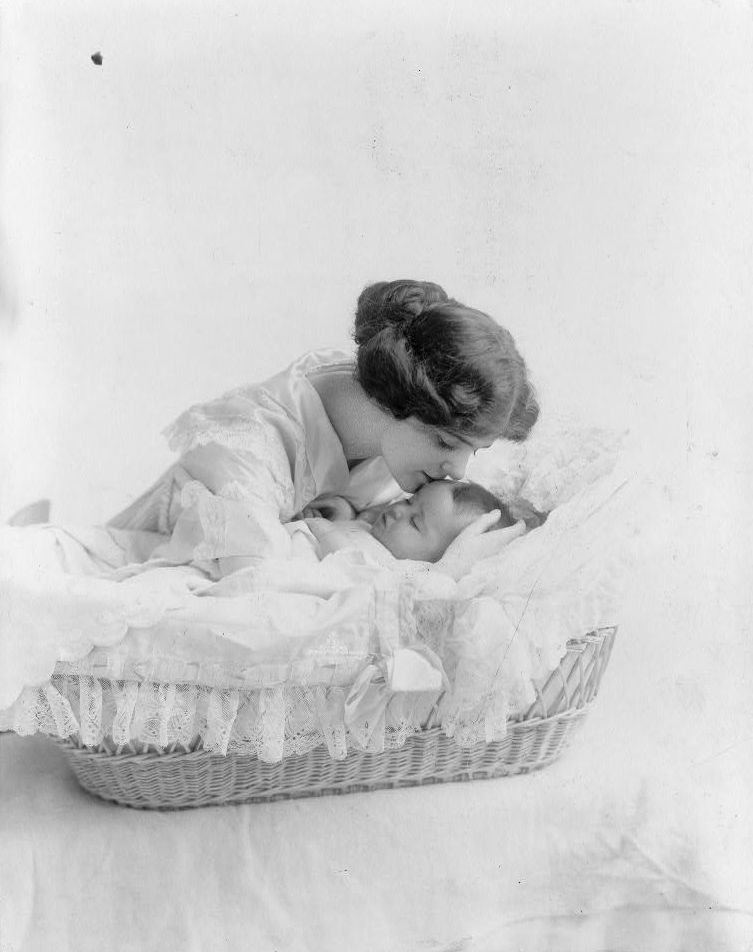
Мать и дитя
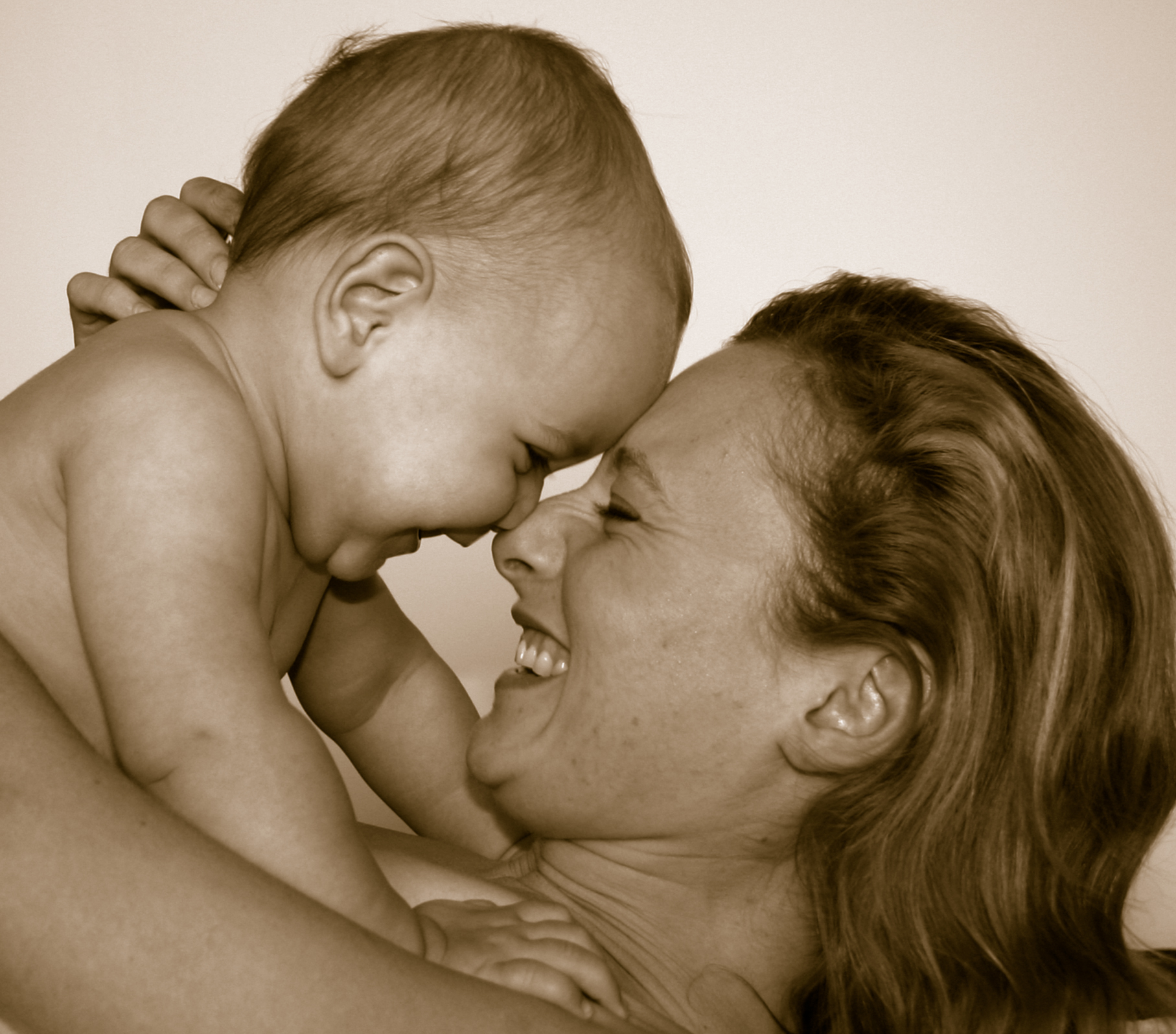
Мать и ребёнок
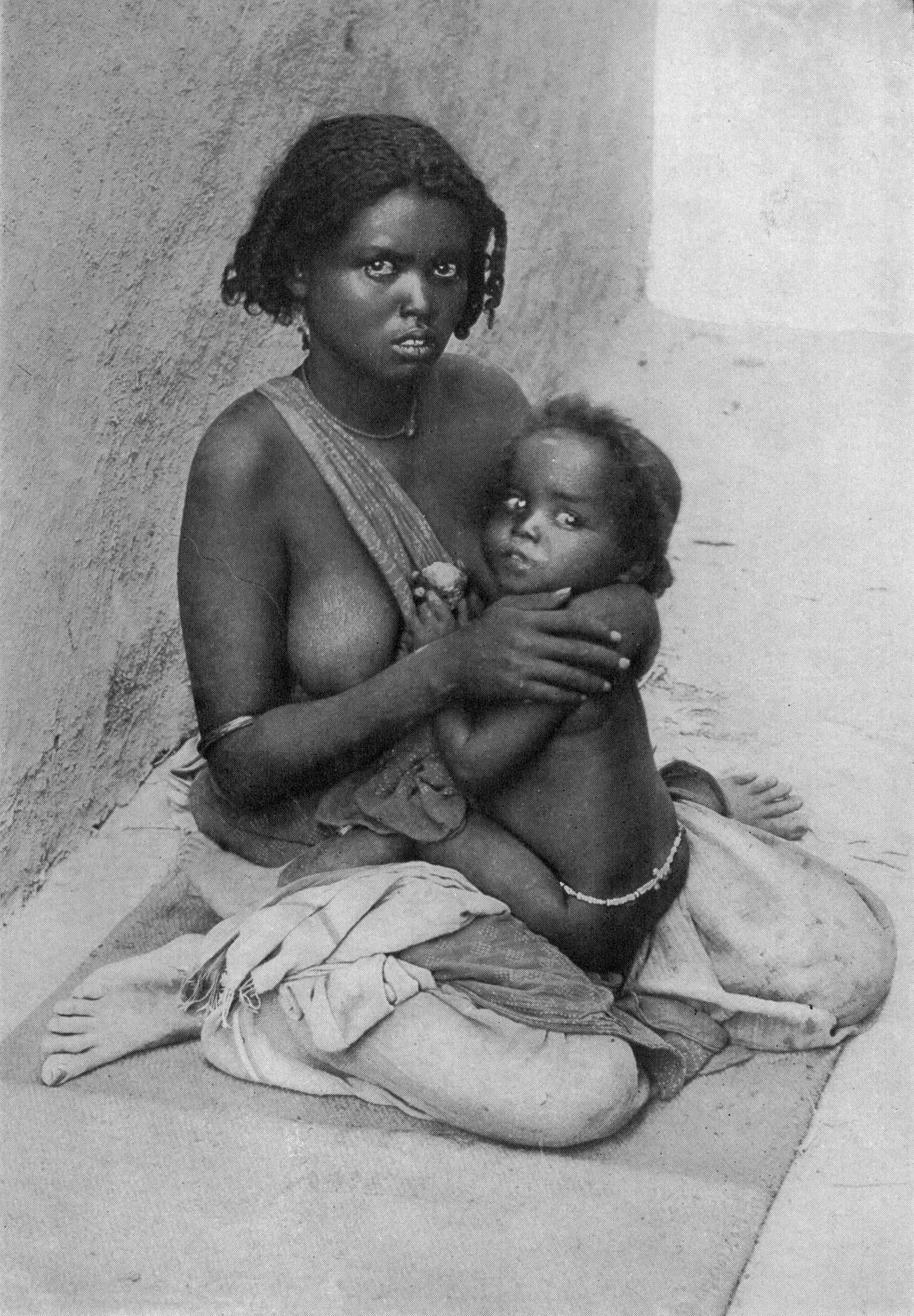
Молодая мать (Сомали)
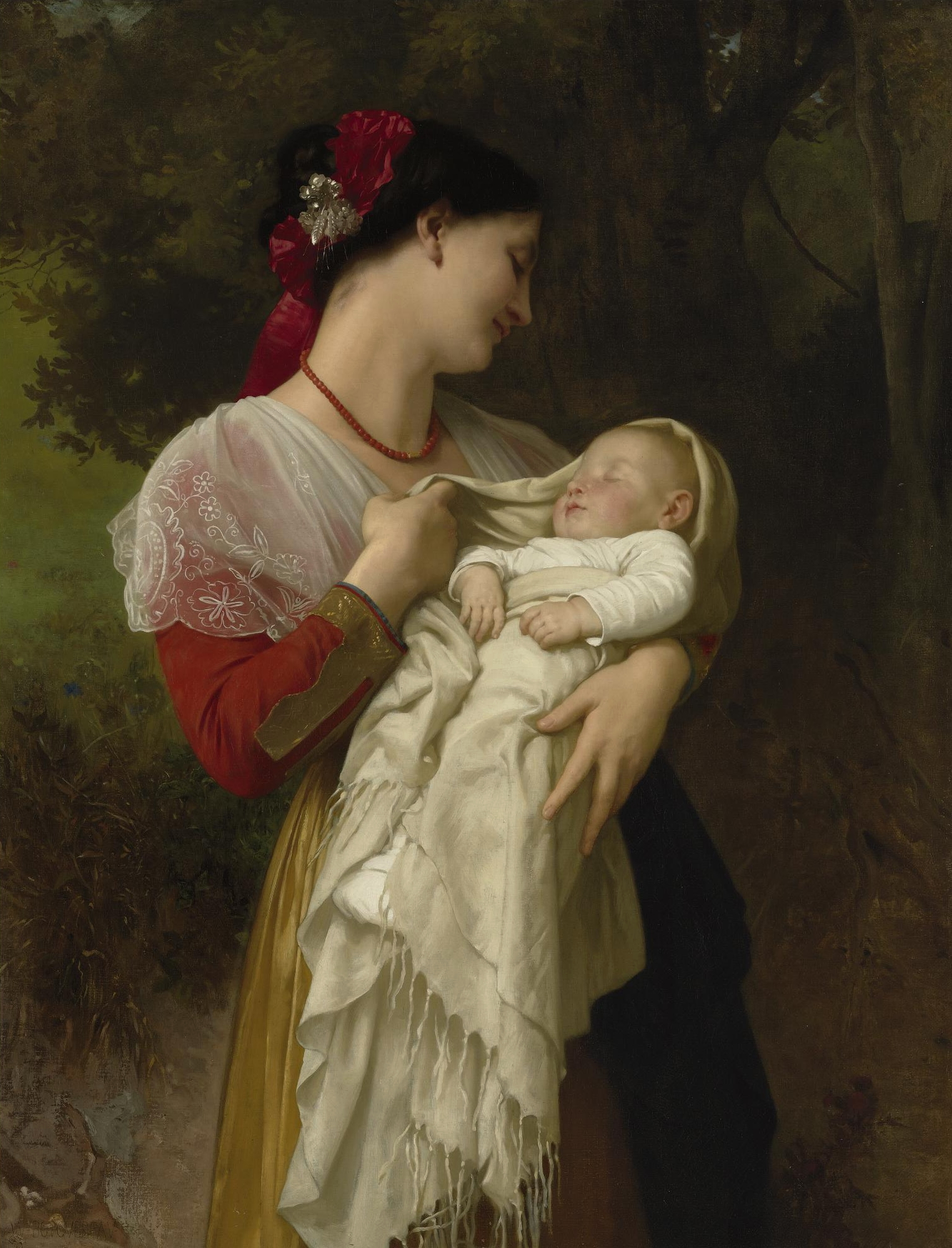
А. В. Бугро. Материнский восторг (1869)
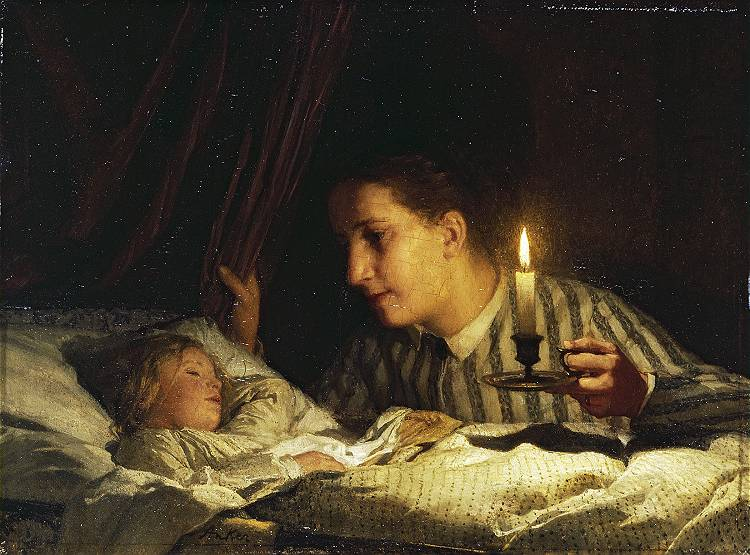
Альберт Анкер Молодая мать смотрит на спящего ребёнка при свете свечи (1875)

## В религии и мифологии

### Мать как символ
Мать во многих мировых культурах является символом жизни, святости, вечности, тепла и любви.
Образ матери имеет как минимум 4 символических значения.

#### Мать-Земля
Космическая Мать-Земля, супруга Неба, Мать всего и вся на Земле, не видящая разницы между добром и злом. Один из примеров такой матери — древнегреческая богиня Гея. Она породила титанов, циклопов, пятидесятиголовых великанов, все боги Олимпа были её потомками. Гея не различала добра и зла — одинаково любила и морских змеев с циклопами — жутких монстров, и беспредельное, светлое небо Уран.

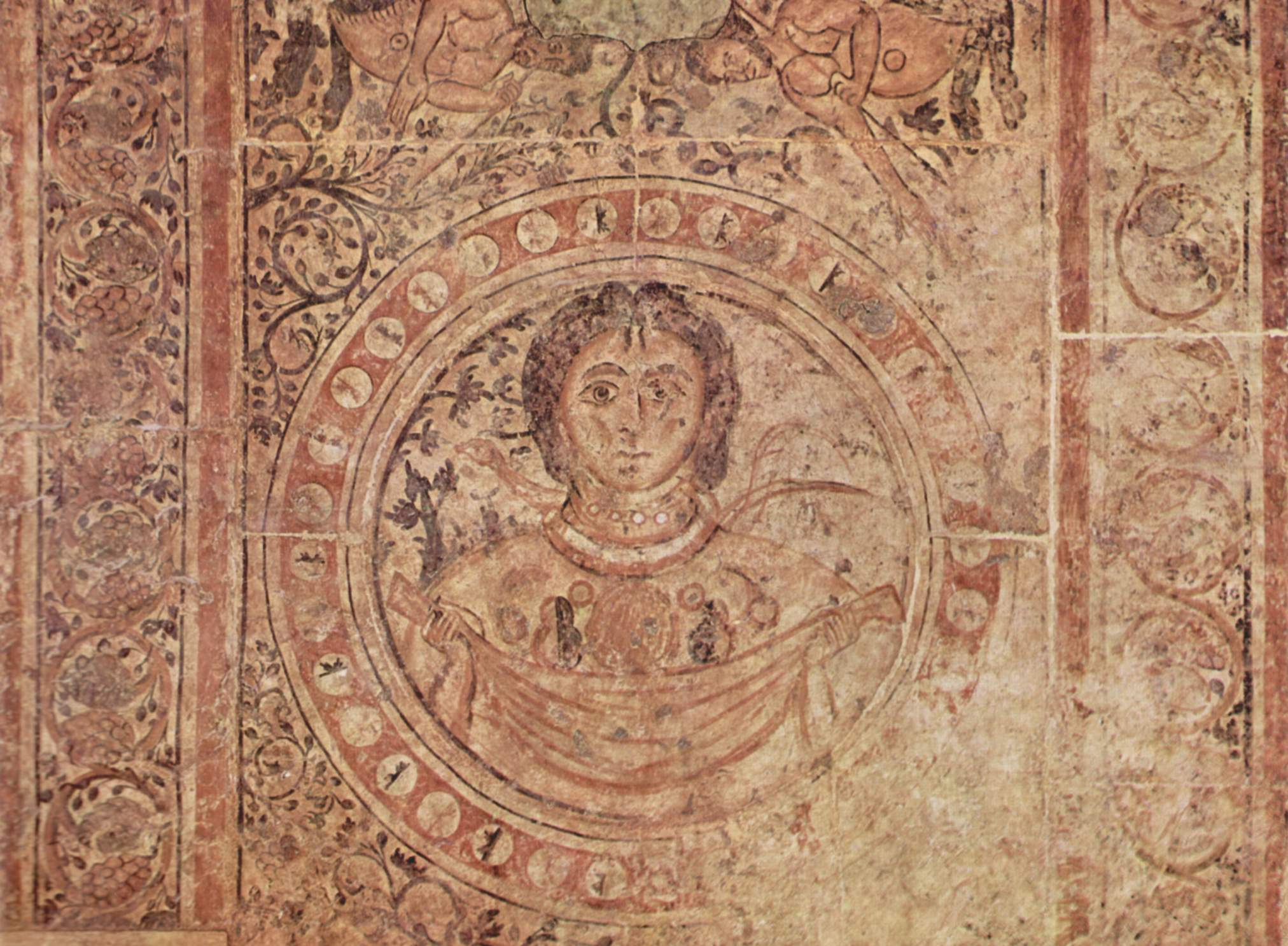
Изображение богини Геи

##### Мать-Земля в славянской мифологии
В славянской мифологии Мать-Землю представляет Мокошь. Всемогущие боги трепещут перед ней, ведь в руках богини священные нити судеб. Оборвётся такая ниточка, и человек, а то и бог умрёт. Её суровый нрав запечатлён в пословице «Бог — не Мокошь, чем-нибудь да потешит».
Мокошь была очень почитаемой богиней в славянской мифологии и входила в Пантеон князя Владимира.

#### Мать-Природа
Милостивая, всемогущая и одновременно жестокая Мать-Природа управляла всем, от чего зависел человек: дождями и засухами, жарой и морозами, удачей в охоте и собирательстве…
С развитием человечества в некоторых религиях Мать-Природа стала делиться на покровительницу охоты (в греческой мифологии — Артемида) и земледелия (Деметра). Однако в других религиях образ Матери-Природы не разделился. Например в славянском язычестве эту роль, по совместительству с Матерью-Землёй до конца имела Мокошь.

#### Мать как источник, исходная форма
Такое символическое ощущение матери проявляется в некоторых названиях:
- Материнские клетки в биологии,
- Материнская плата в компьютере,
- Маточный раствор в промышленной химии,
- Материнские предприятия в экономике.

### Богини-матери, мифологические
Во многих религиях и мифологиях Богиня-мать — главное женское божество, которое соотносится с женским творческим началом в природе.
Пример некоторых богинь-матерей:
- Деметра — богиня-мать в древнегреческой мифологии;
- Гея — богиня земли в древнегреческой мифологии;
- Шакти — индийская богиня-мать;
- Юнона — древнеримская богиня брака и материнства, домашнего очага;
- Царица Махамайя — буддистская богиня, мать Будды;
- Исида — в древнеегипетской мифологии;
- Лада, Мокошь — в славянской мифологии;
- Мать Мирра — сподвижница Шри Ауробиндо — основателя Интегральной йоги.

### Библейские матери
- Ева — мать всех живущих.
- Сарра — супруга Авраама, мать всех евреев.
- Агарь — наложница Авраама, мать арабов.

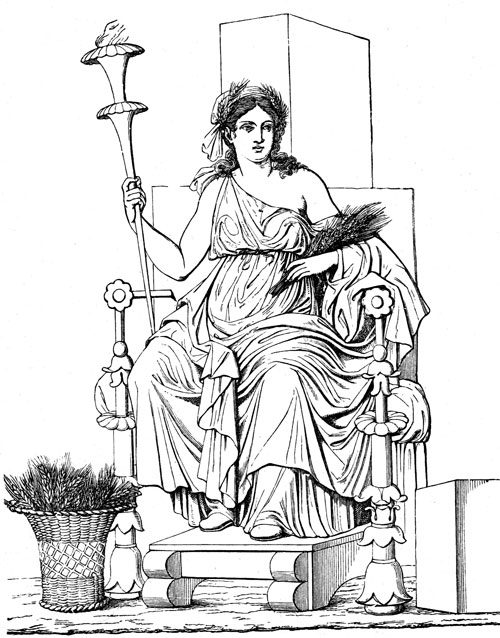
Деметра
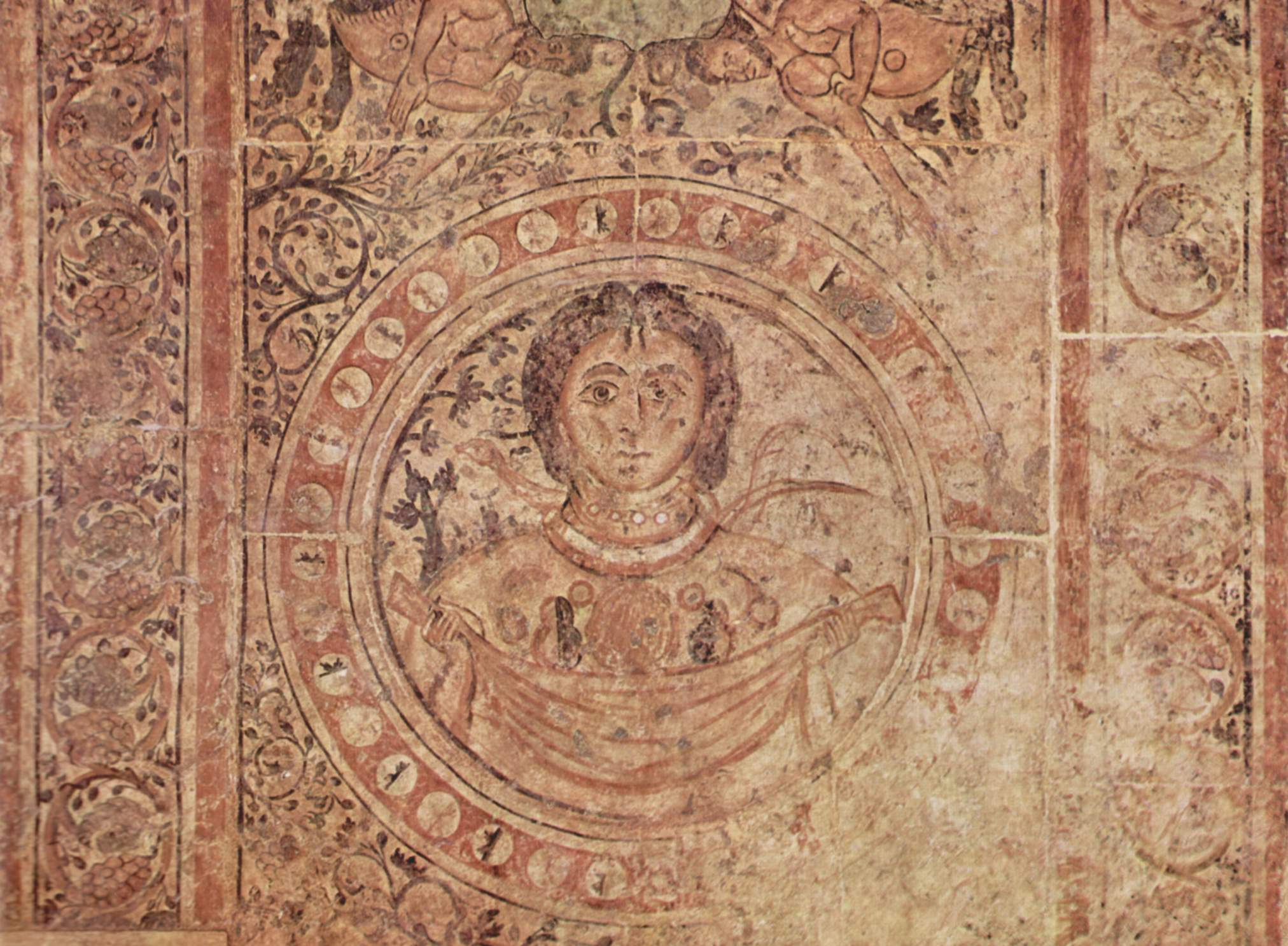
Гея
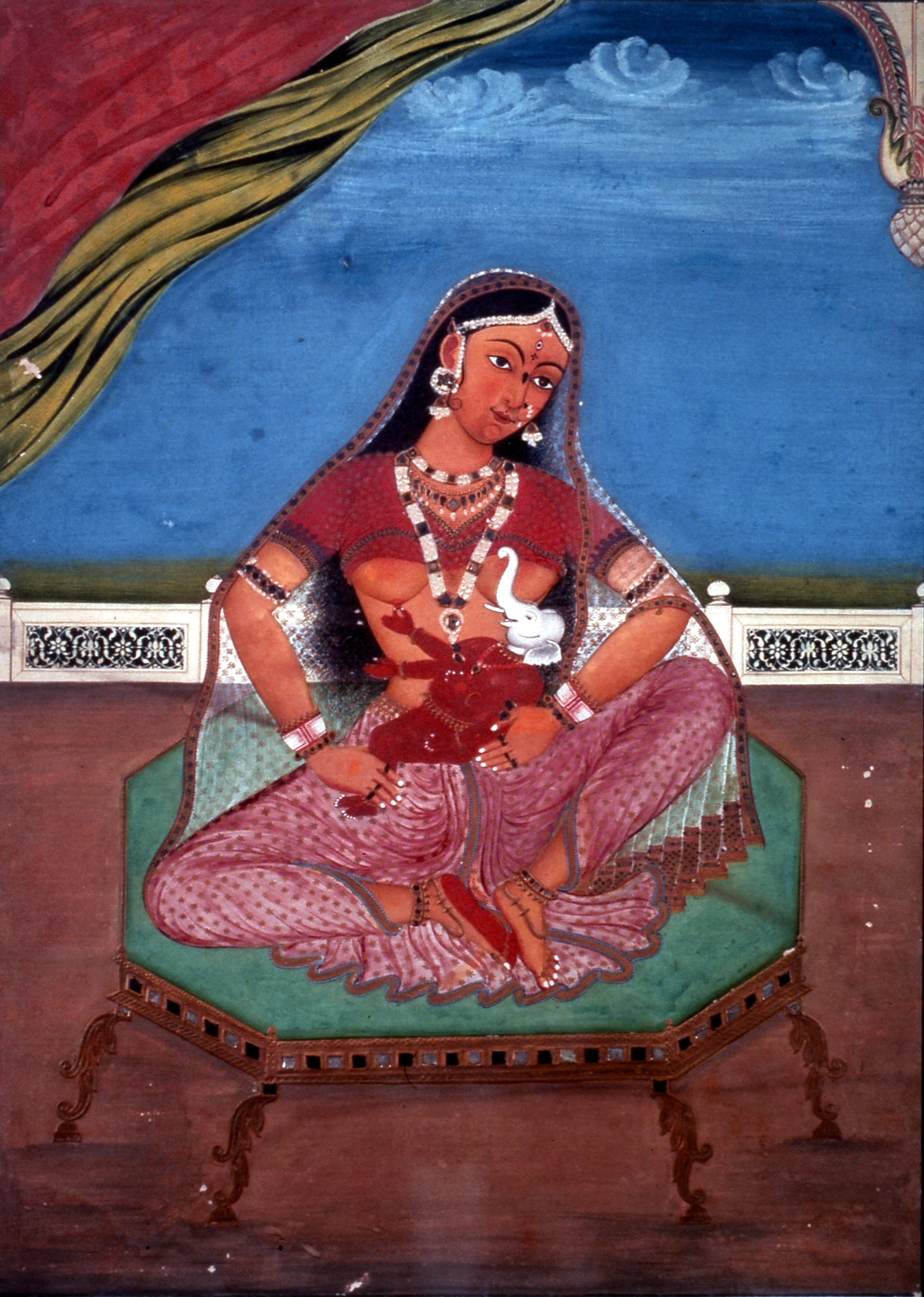
Парвати
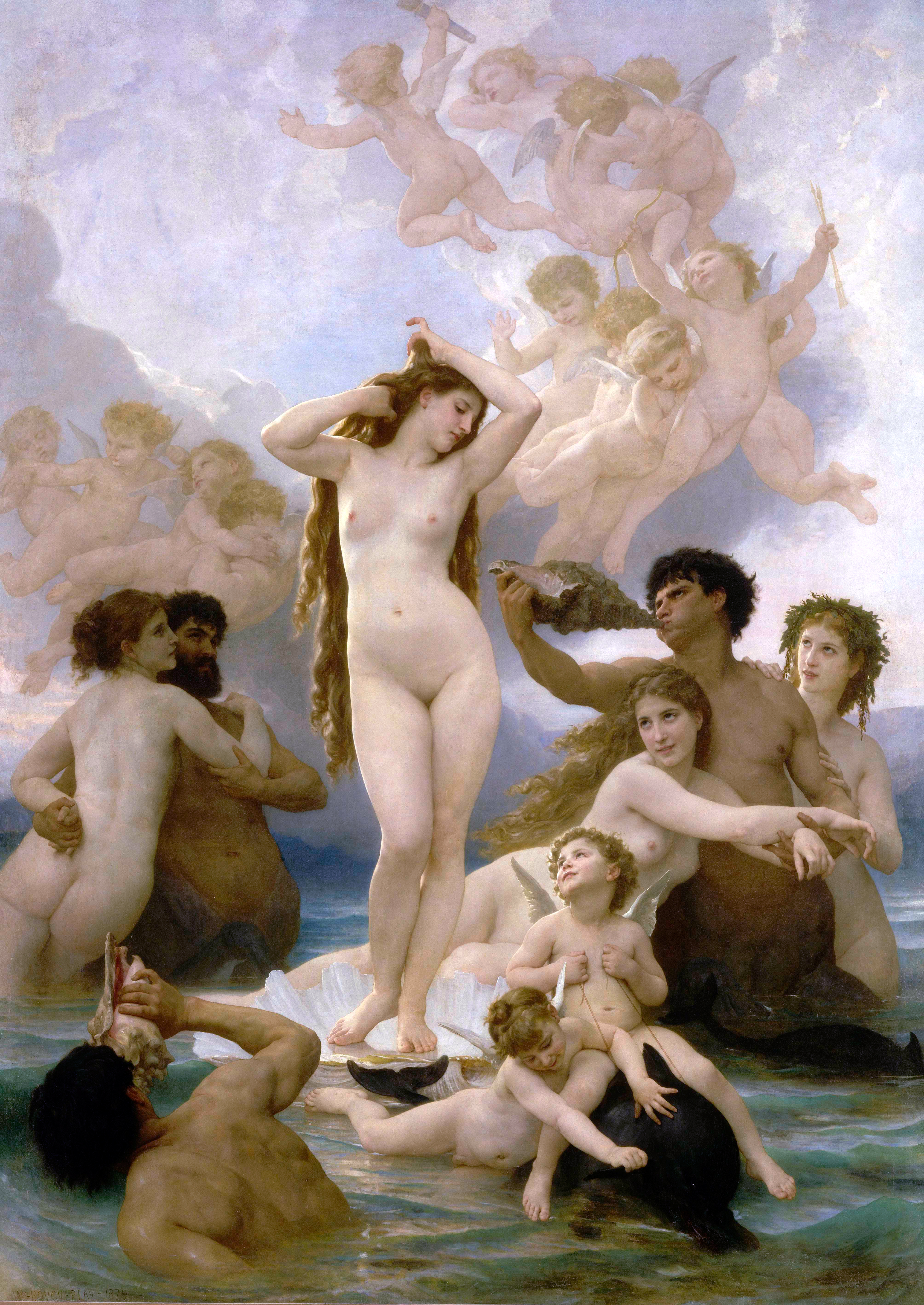
Вильям Адольф Бужеро. Рождение Венеры
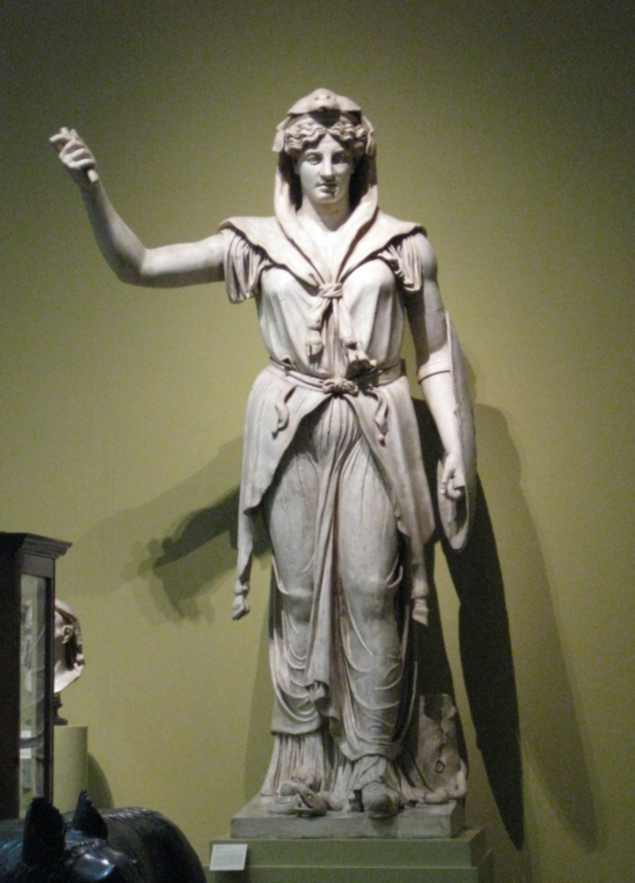
Статуя Юноны Соспиты (Ватикан)
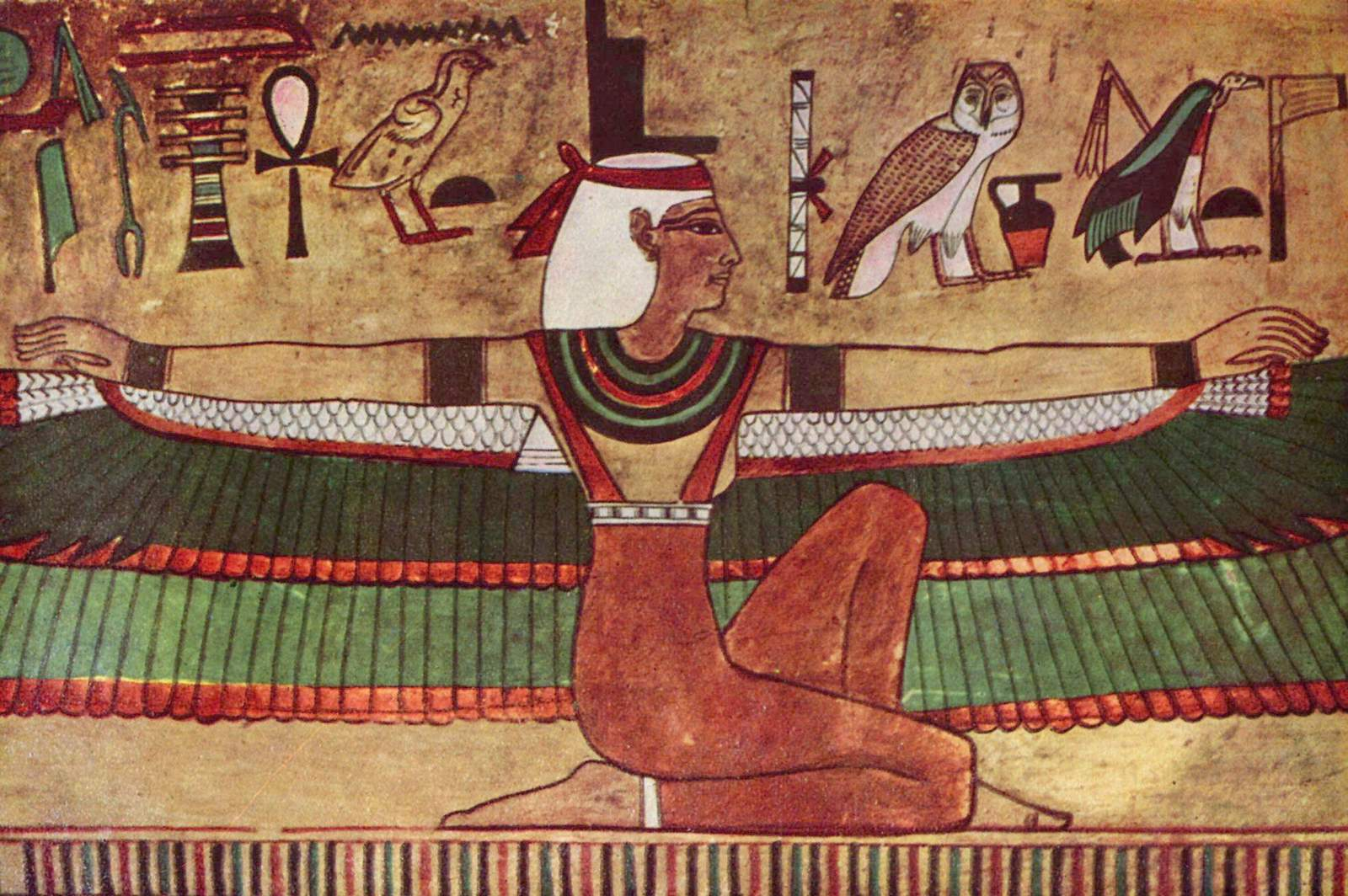
Исида
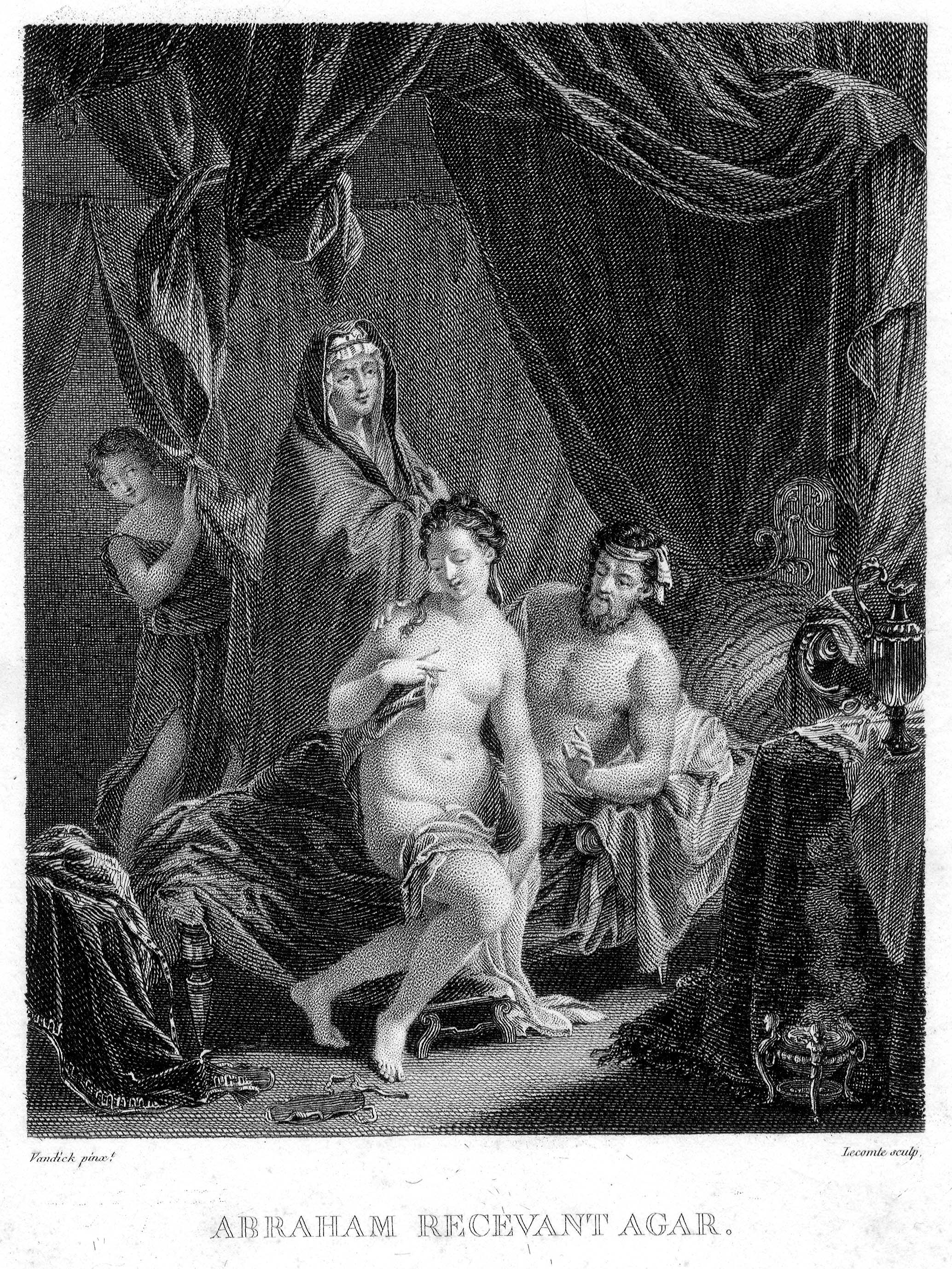
Авраам и Агарь

#### Богоматерь

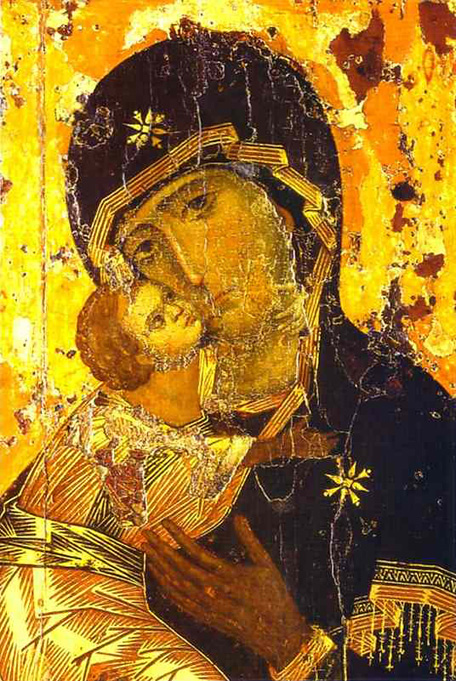
Владимирская икона Божией Матери.

Богоматерь (также Мадонна, Богородица, Дева Мария) в христианской и исламской традиции — мать Иисуса Христа, одна из наиболее почитаемых фигур, в особенности в католицизме и православии. Являет собой ещё одно символическое значение образа матери.
Предсказание зачатия ею Иисуса Христа получило название Благовещения. Это событие описано единственным евангелистом — апостолом Лукой. В своём Евангелии он сообщает, что в 6-й месяц после зачатия праведной Елисаветою святого Иоанна Предтечи Гавриил был послан Богом в Назарет к Деве Марии с вестью о грядущем рождении от неё Спасителя мира (Лк. 1:28-33). По прошествии девяти месяцев в Вифлиеме Мария родила Сына.

## Образ в искусстве
Матери, как наиболее значимой личности в жизни практически каждого человека, посвящено множество произведений искусства.

### Изобразительное искусство

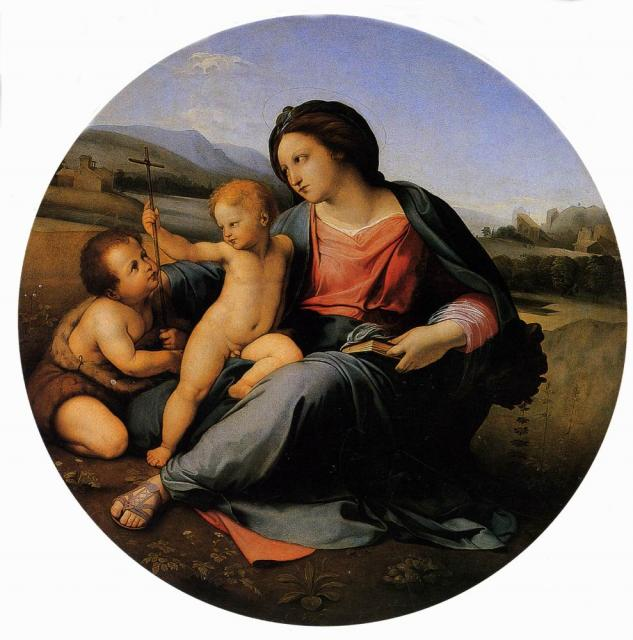
Бруни. Мадонна Альба
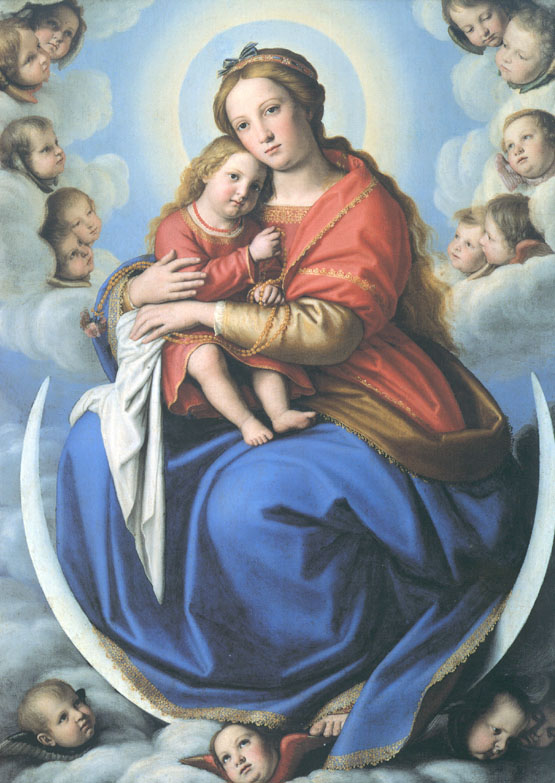
Мадонна с Иисусом (из собрания Ватиканского музея)
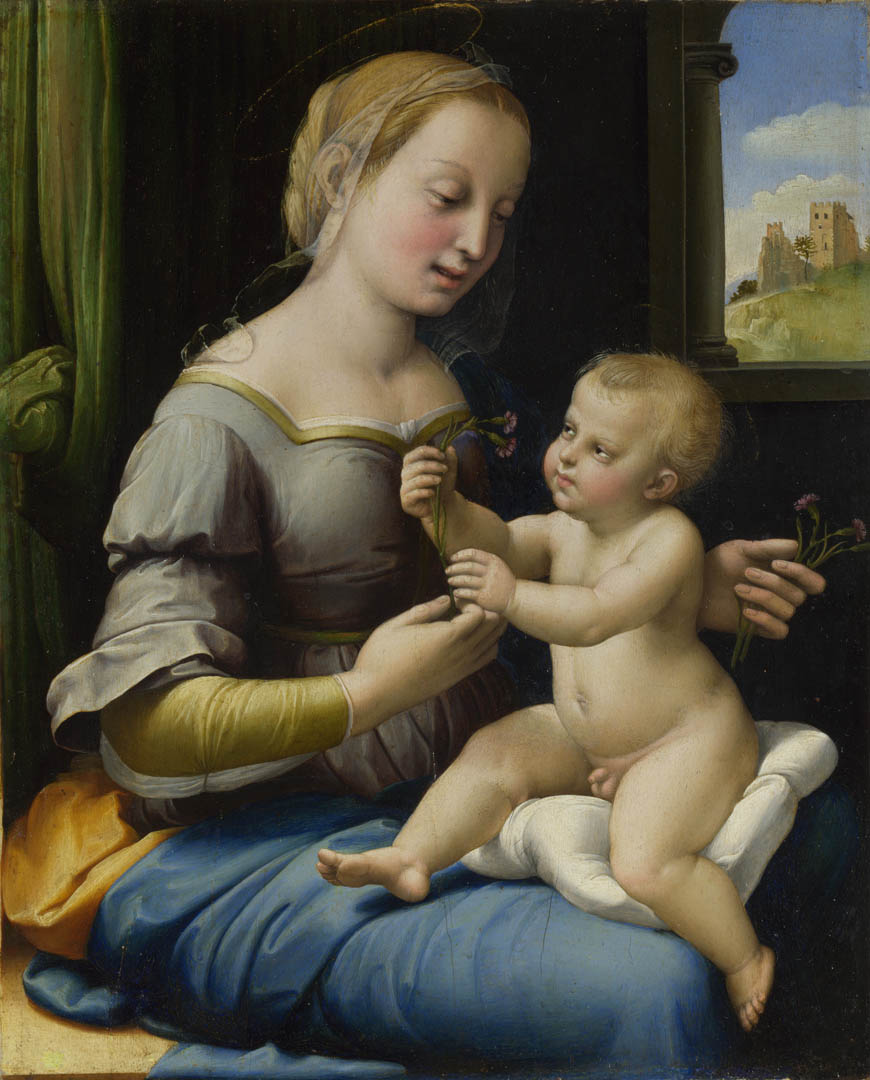
Рафаэль. Мадонна с гвоздикой
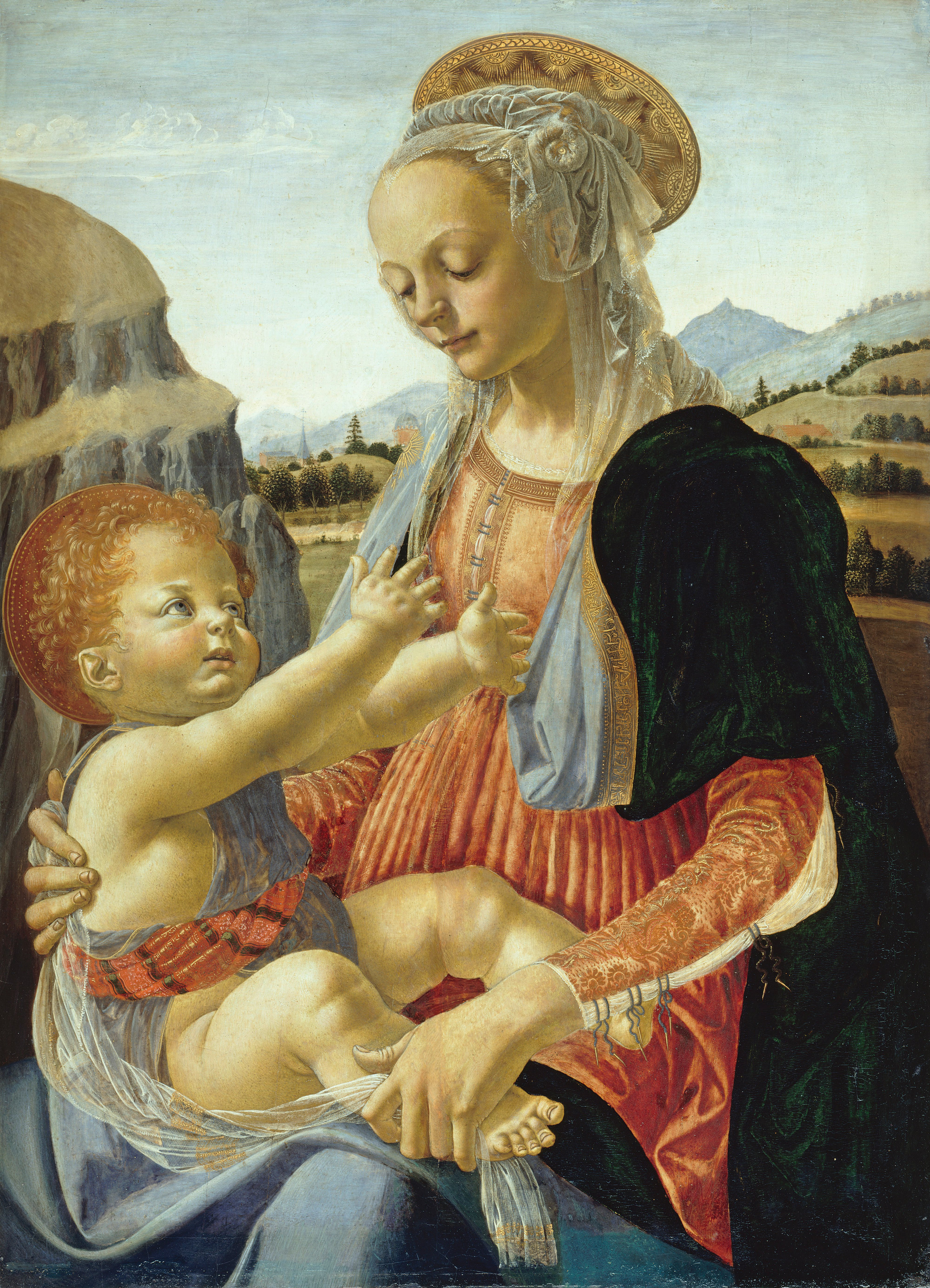
Андреа Верроккьо. Мадонна с младенцем
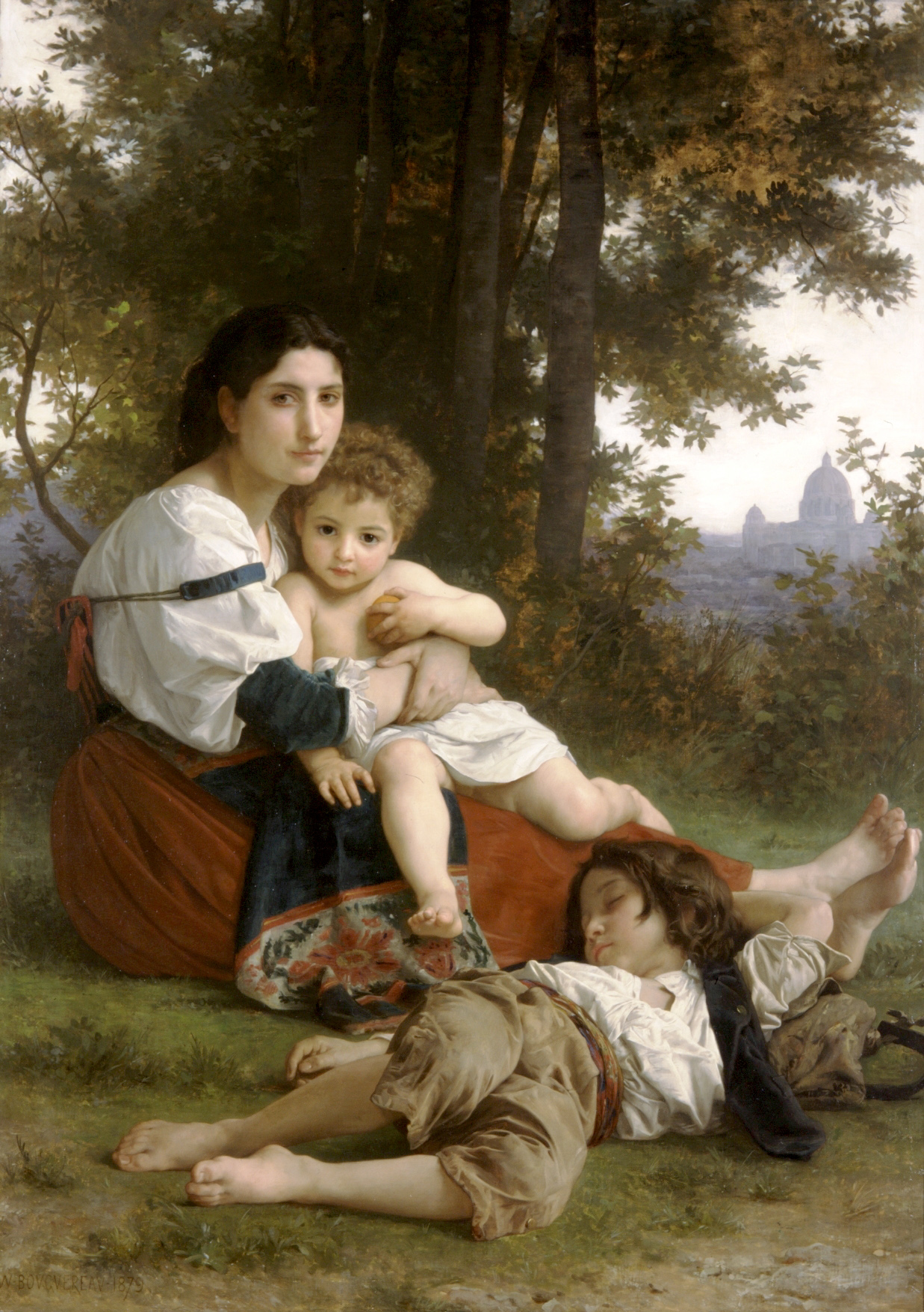
Адольф Вильям Бугро. Отдых
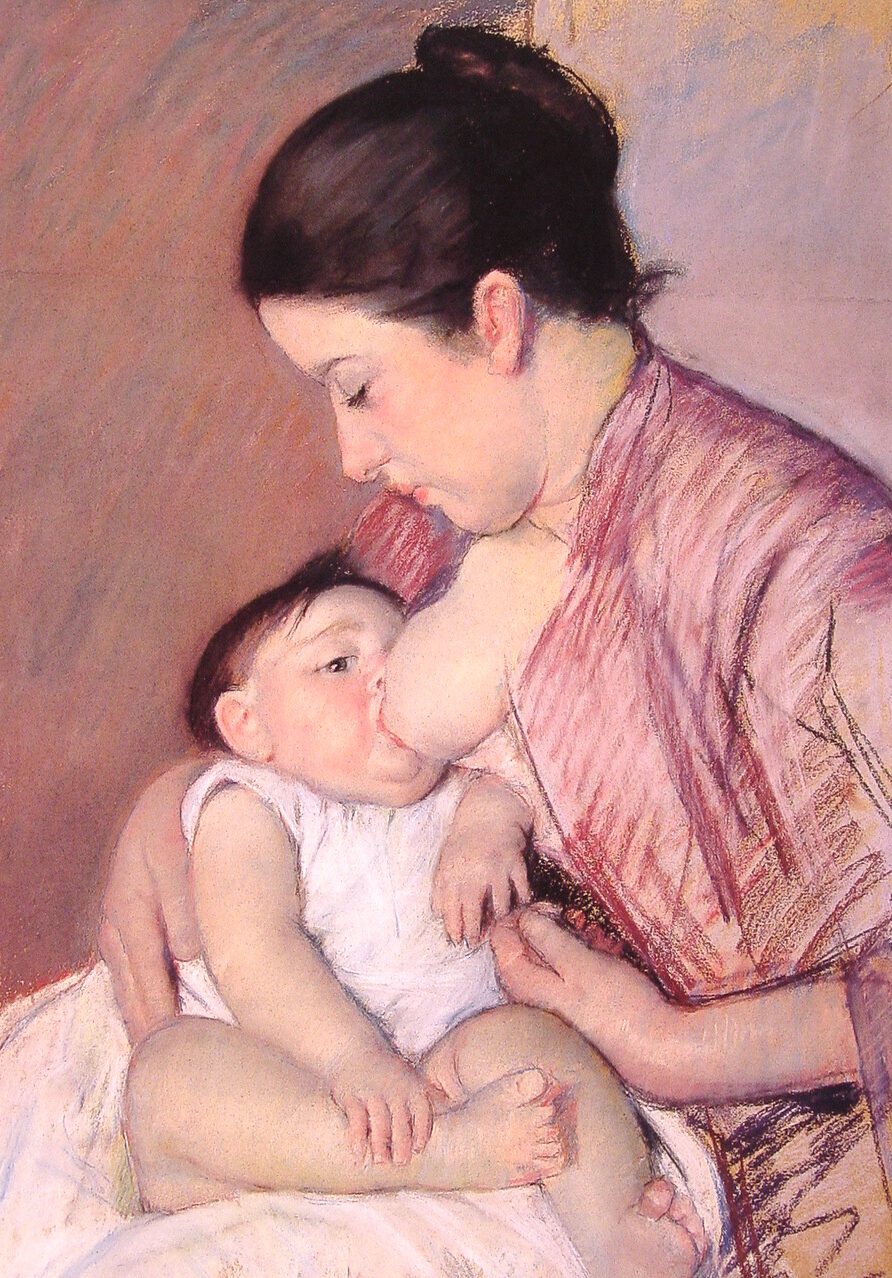
Мэри Кассат. Название неизвестно
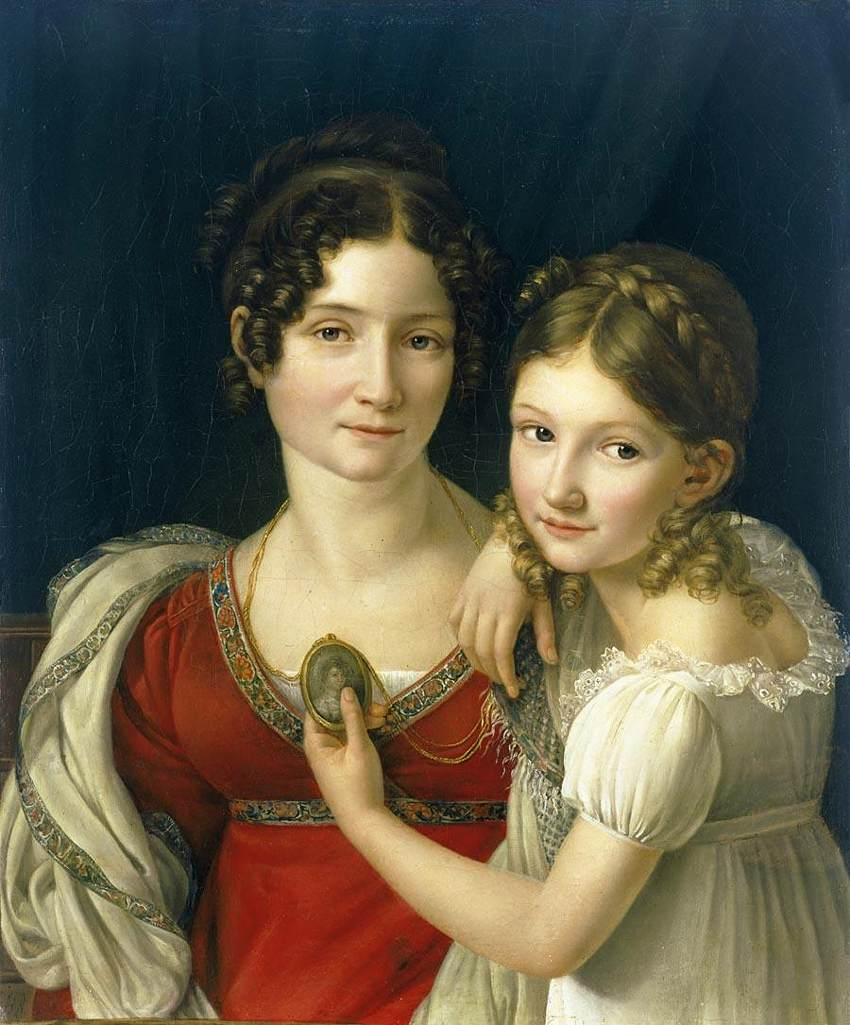
Ф. Ризенер. Мать и её дочь
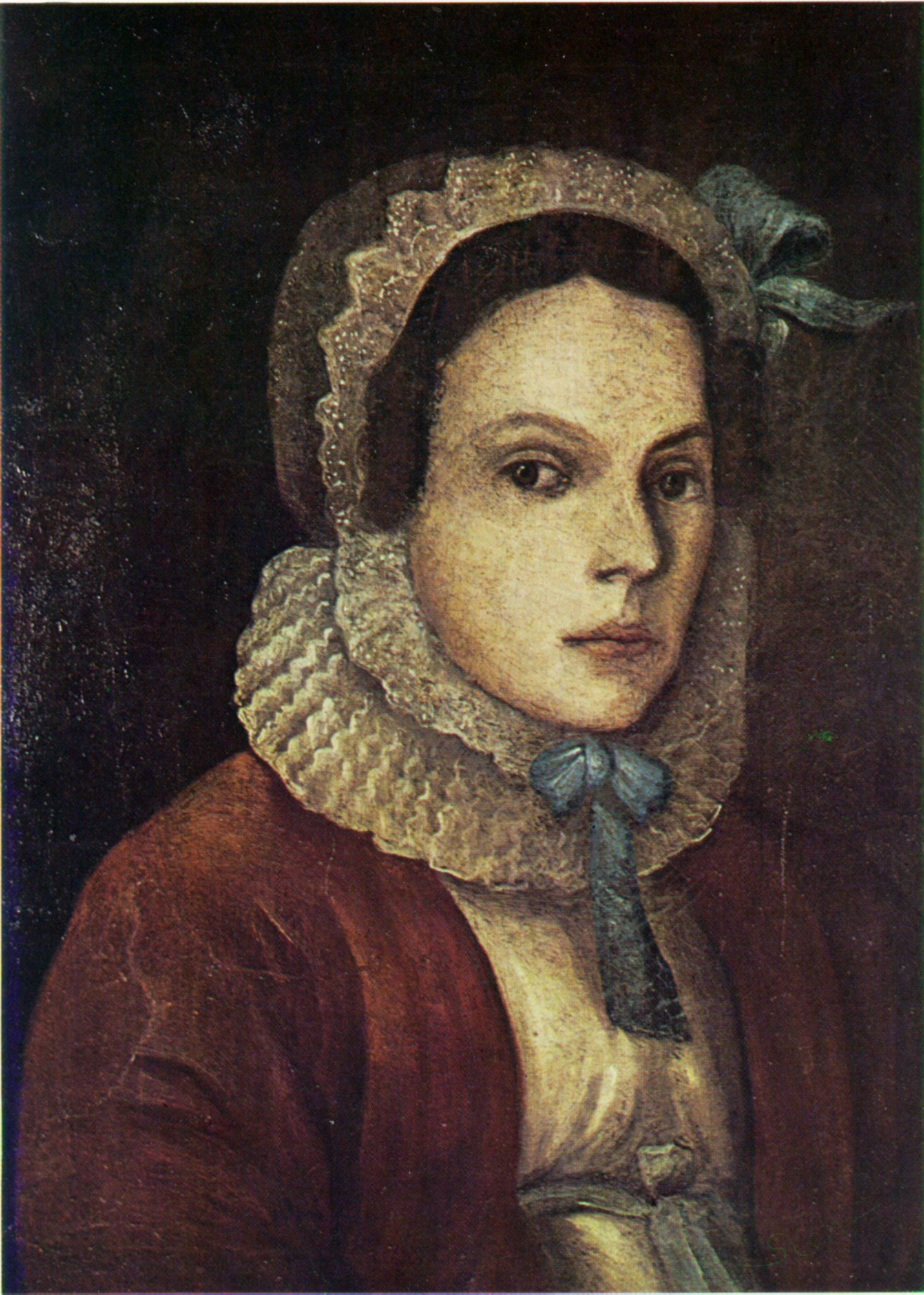
Мария Дмитриевна Менделеева — мать Д. И. Менделеева (неизвестный художник)
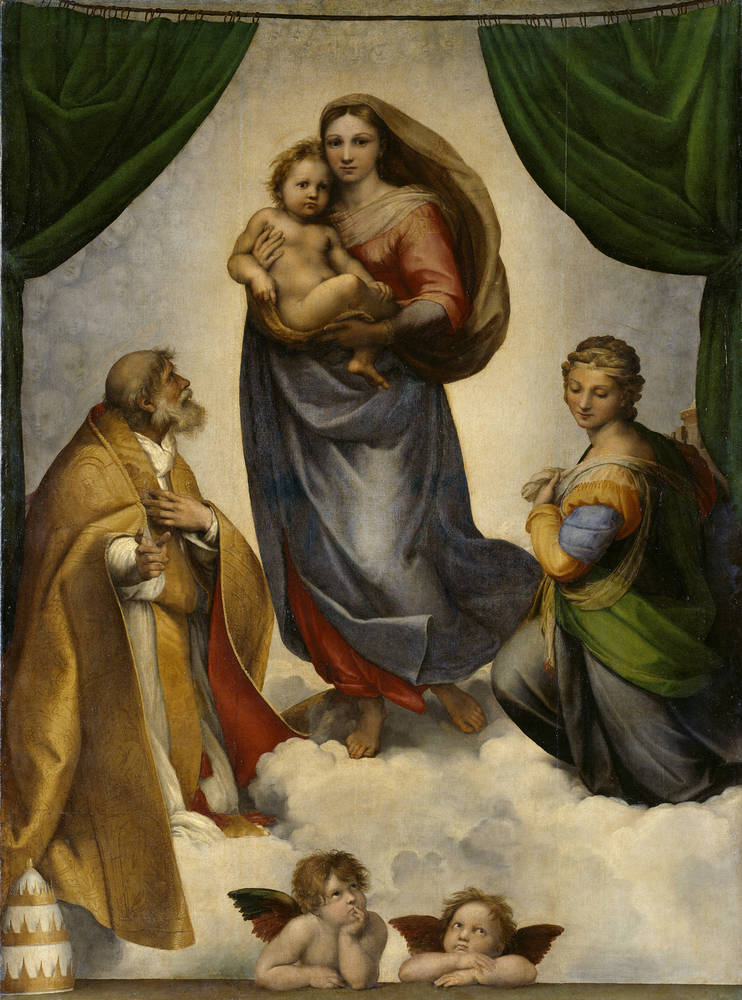
Рафаэль, Сикстинская Мадонна
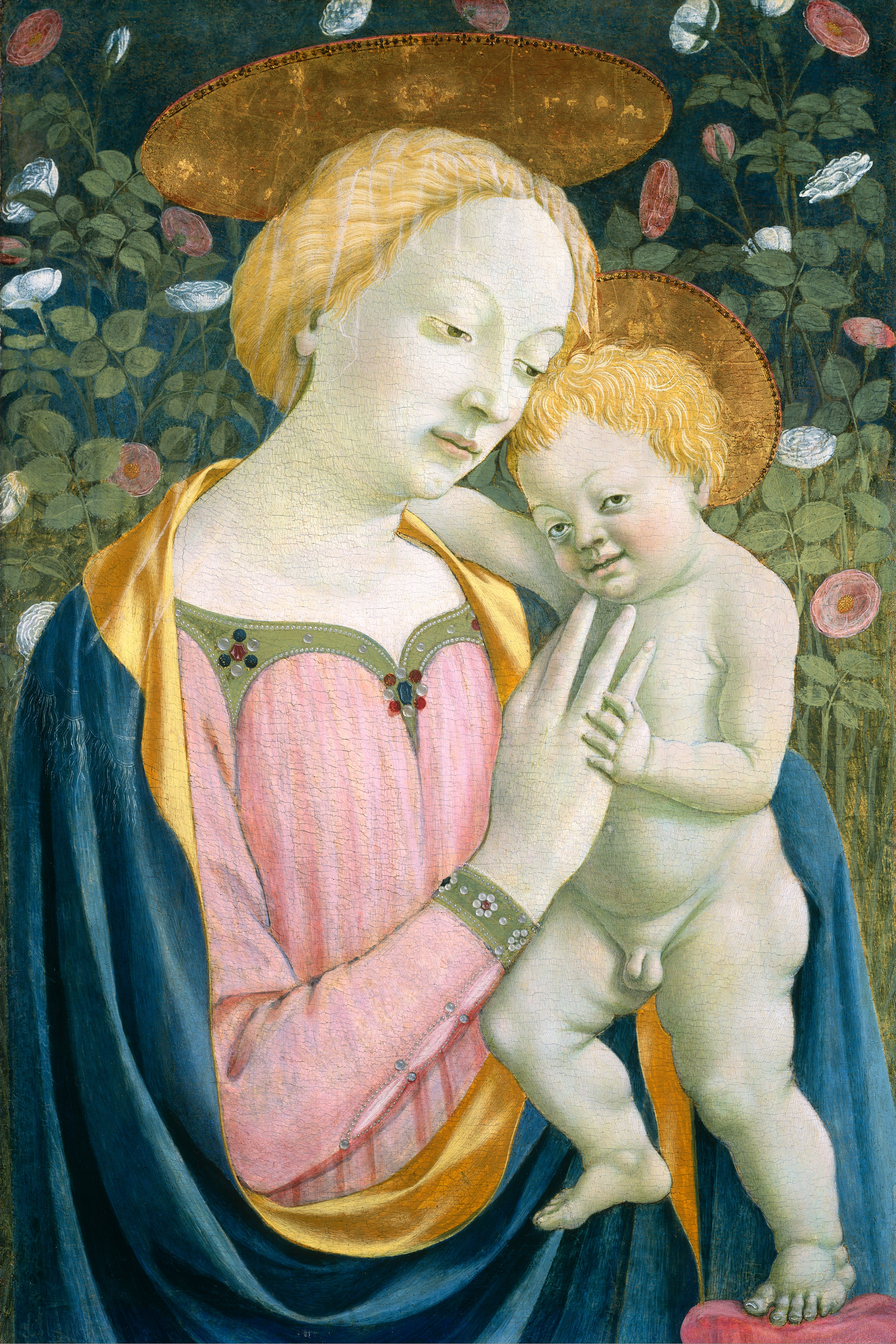
Мадонна с младенцем, Вашингтон
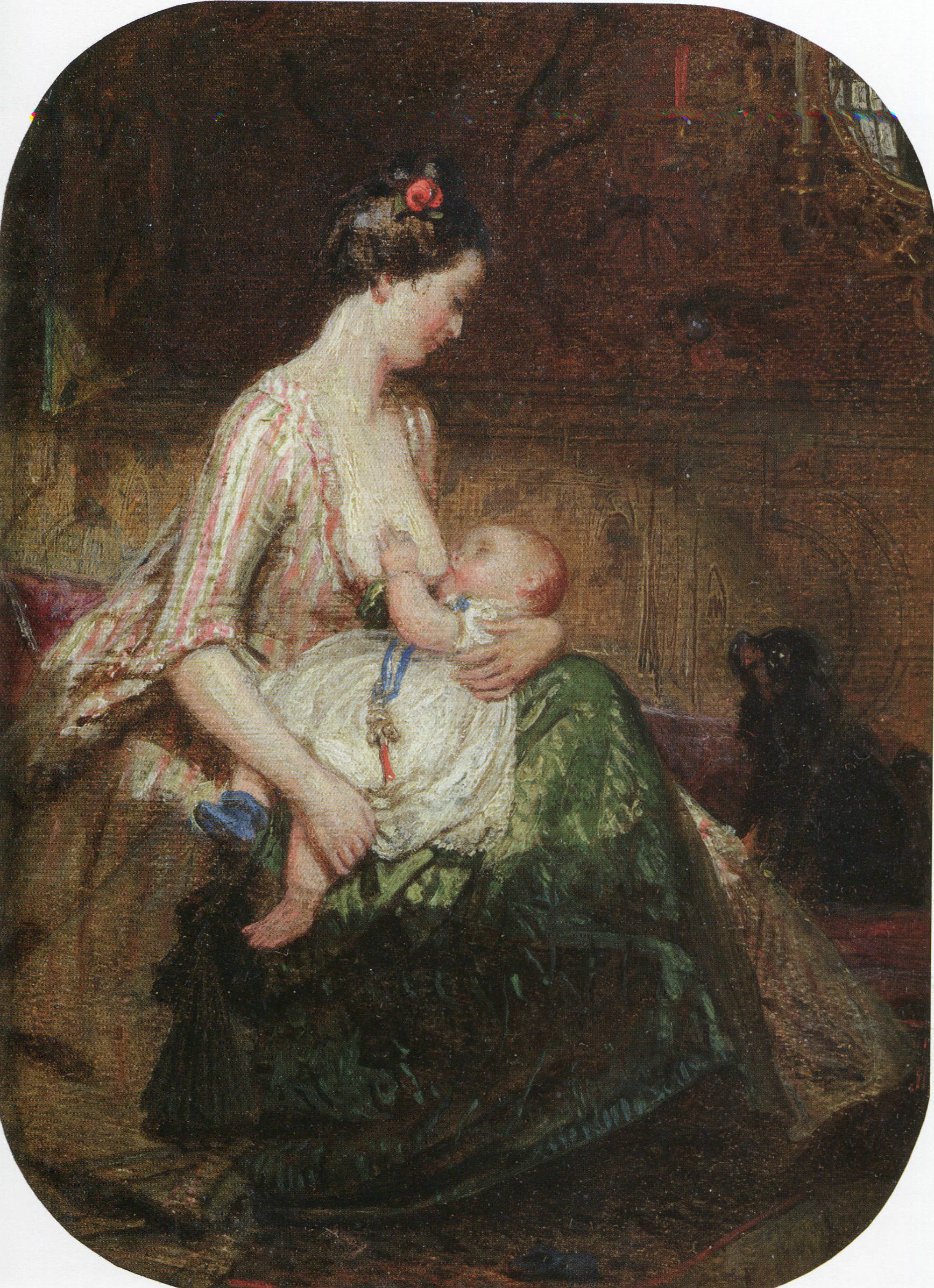
Форд Мэдокс Браун Молодая мать

### Скульптуры

Родина-Мать зовёт!, скульптура на Мамаевом Кургане
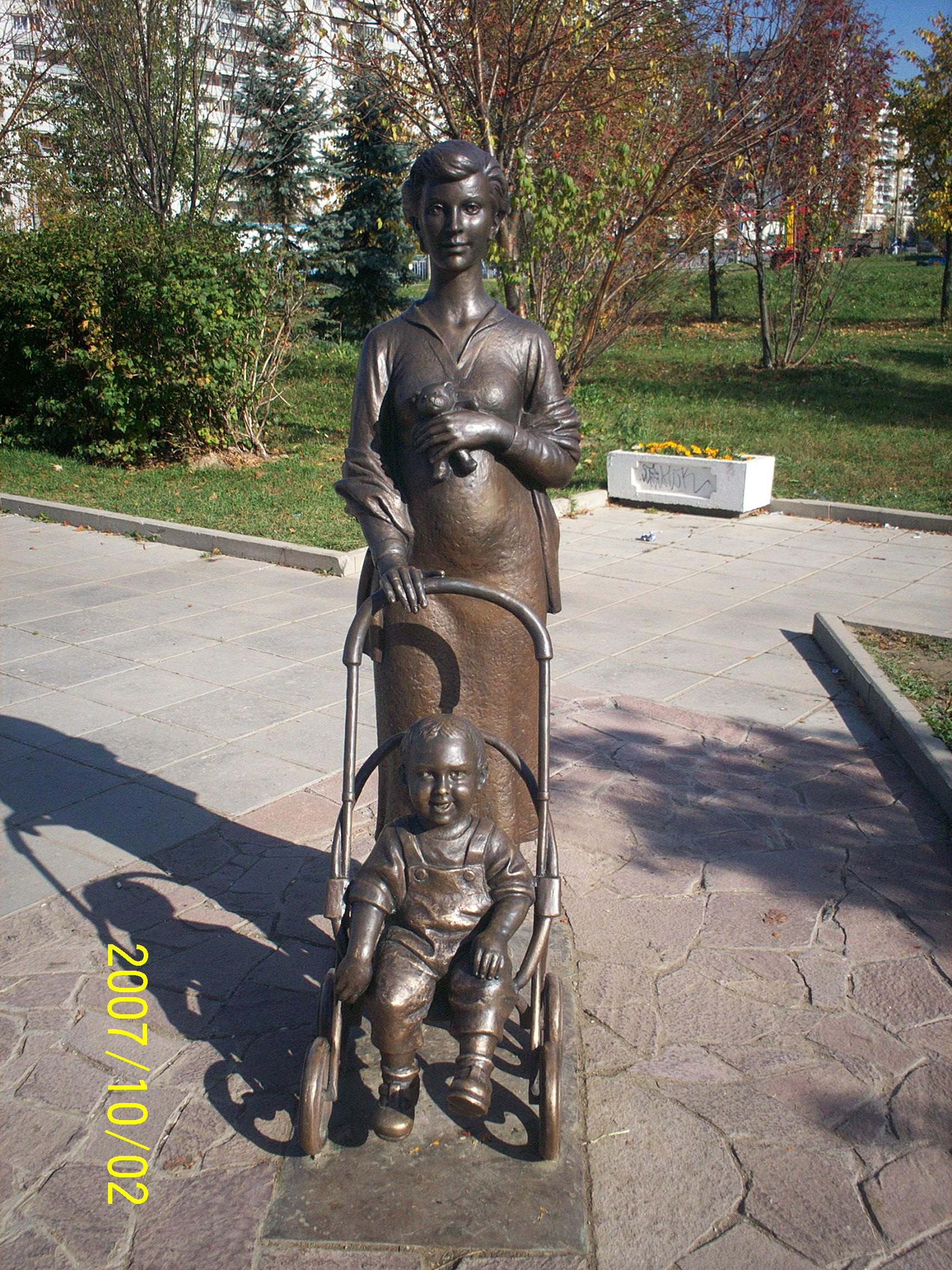
Скульптурная композиция «Мать и дитя» (Зеленоград)
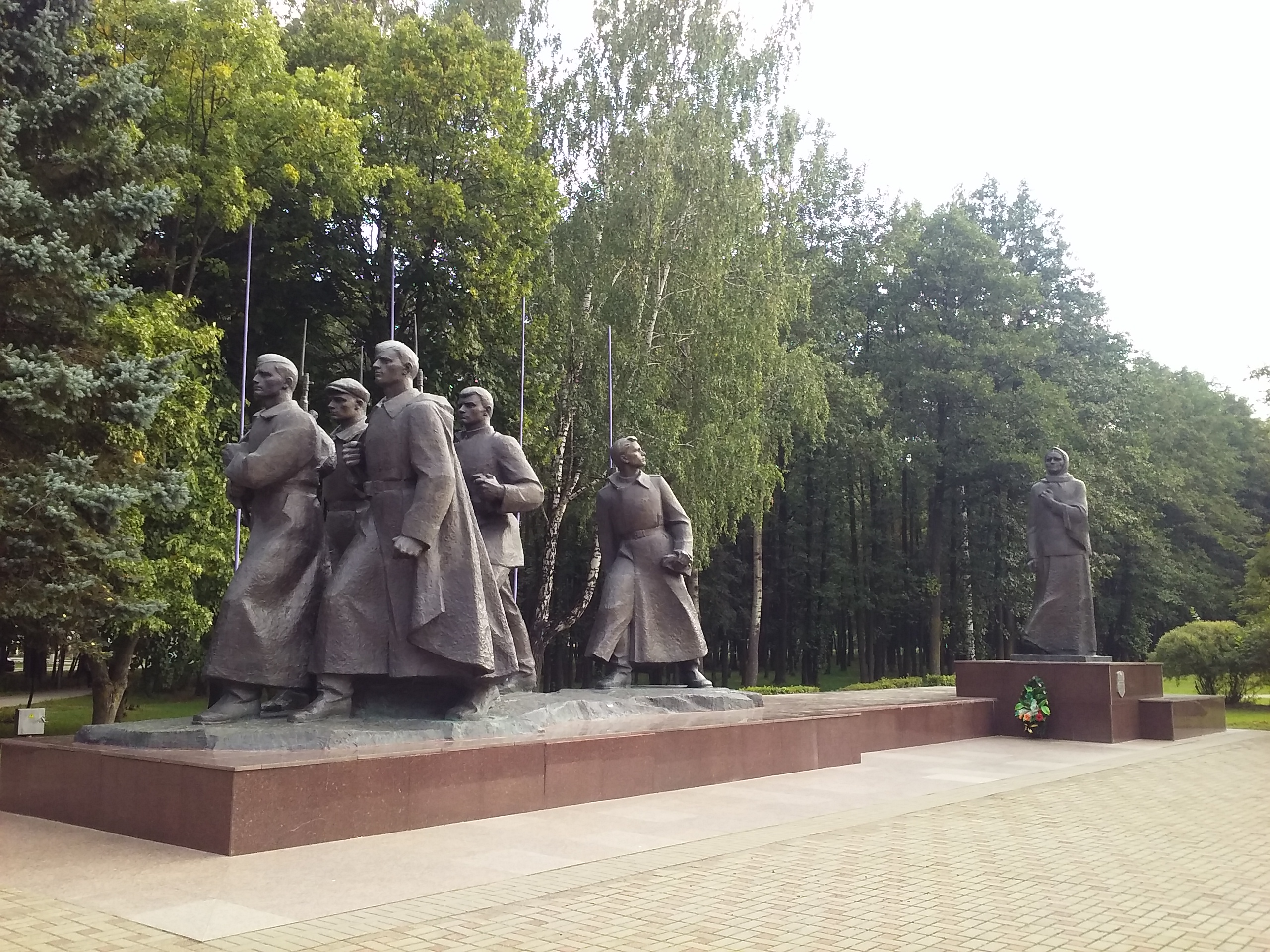
Монумент в честь советской матери-патриотки (Жодино)

### Кинематограф
- Мать и мачеха (фильм)
- Мать (фильм 1919), режиссёр Александр Разумный
- Мать (фильм, 1926)
- Мать (фильм 1941), СССР, режиссёр Леонид Луков
- Мать (фильм 1955)
- Мать (фильм 1990), Россия
- Мать (фильм, 1995)
- Мама (фильм)
- Матери в танце (фильм)
- Ma Mère, режиссёр Кристоф Оноре
- Мамы (фильм 2012), Россия
- Мама (фильм 2013), Испания, Канада
- Моя мама - невеста (фильм 2005), Россия

#### Матушка Гусыня
Ма́тушка Гусы́ня — персонаж европейской и американской детской литературы, в частности сказок, стихов, считалок и т. п.

#### Пословицы и поговорки
- Как вырастешь с мать,—

Всё будешь знать.
- Нет отца, так зови по матери.
- Как кто хочет,

Так по своей матери и плачет.
- Плевать на воду, всё одно, что матери в глаза.

#### Загадки
- Мать лопотунья,

Дочь хвастунья,
сын замотай (лопата, метла, цеп)
- Мать толста,

Дочь красна,
сын кудреват.
Др. вариант:
Мать черна,
Дочь красна,
Сын голенаст,
Извиваться горазд. (печь, огонь, дым)

### Музыка
- В 1989—1992 годах в России существовала музыкальная группа «Мама», созданная Сергеем Кузнецовым.
- «Мама» — песня группы «Лейся, песня» в исполнении В. Кипелова.
- «Мамо» (рус. «Мама») — песня, которую исполнила на конкурсе песни Евровидение 2009 представительница России Анастасия Приходько, заняв 11 место.
- Музыкальный фильм-сказка «Мама» (СССР, 1976 год)
- «Мама» — песня на музыку В. Гаврилина, слова А. Шульгиной, из цикла «Земля»[8], исполнялась в советские времена БДХ и его солисткой М. Суханкиной.